# Shakedown (test)

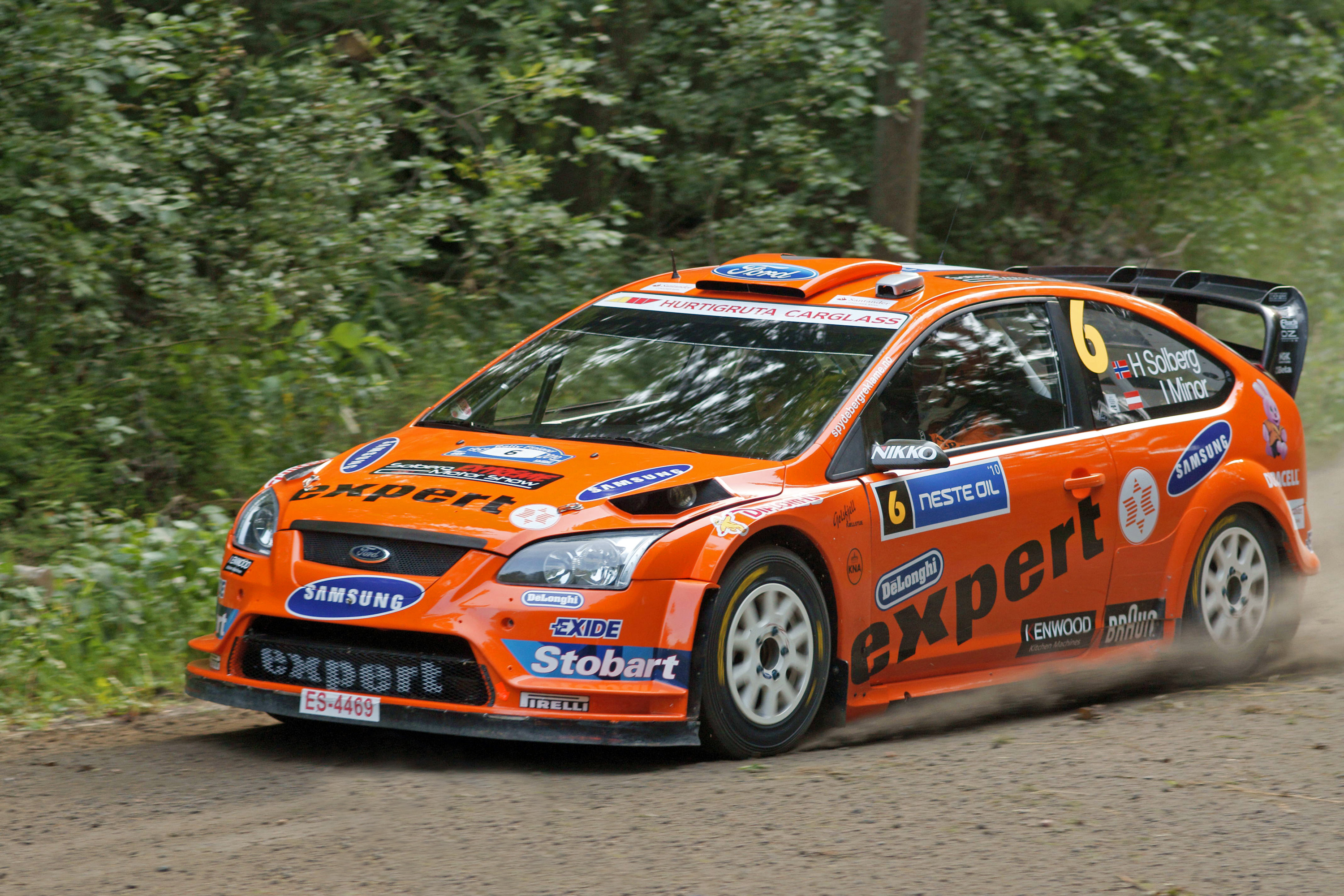
Shakedown di Henning Solberg durante il Rally di Finlandia 2010

Lo shakedown è un periodo di test o una prova effettuata da mezzo di trasporto, quale una nave, un aereo o altro veicolo a motore con il suo equipaggio prima di essere dichiarato operativo.
Più specificatamente esso viene applicato alla sfera delle competizione motoristiche, in cui viene effettuata una sessione di prova il giorno prima dell'inizio dell'evento, con i piloti e i meccanici che utilizzano questa sessione per effettuare verifiche e test sull'affidabilità e il set up del mezzo e per conoscere il tracciato, con il veicolo che viaggia a una velocità più bassa del solito. Durante lo shakedown i piloti possono riportare lamentele o suggerimenti ai fini di modificare parti mobili del circuito come barriere e cordoli.
La maggior parte delle auto da corsa effettuano test di shakedown prima di essere utilizzata nelle gare, specialmente nelle competizioni rally e in Formula 1. Ad esempio, il 3 maggio 2006, Luca Badoer si è esibito in shakedown su tutte e tre le monoposto Ferrari di Formula 1 sul circuito di Fiorano, in preparazione del Gran Premio d'Europa al Nürburgring. Badoer era il collaudatore della Ferrari F1 al momento, mentre i piloti principali erano Michael Schumacher e Felipe Massa.
Nelle competizioni rallistiche, in particolare nel campionato del mondo, viene effettuato il giorno precedente alla gara vera e propria, solitamente la mattina del giovedì. Si tratta di un test dove gli equipaggi procedono a piena velocità, svolto successivamente ai due giorni dedicati alle ricognizioni, passaggi lungo le prove speciali, necessarie per annotare le caratteristiche dei percorsi di gara.